# Box-office Chine 2016
Cet article traite du box-office en Chine pour l'année 2016.

## Les plus grands succès
| Class. | Titre                                          | Pays                                                                                        | Réalisateur                | Box-Office Chine |
| ------ | ---------------------------------------------- | ------------------------------------------------------------------------------------------- | -------------------------- | ---------------- |
| 1      | The Mermaid                                    | Drapeau de la République populaire de Chine                                                 | Stephen Chow               | 526 848 189 $    |
| 2      | Zootopie                                       | Drapeau des États-Unis                                                                      | Byron Howard               | 235 591 257 $    |
| 3      | Warcraft : Le Commencement                     | Drapeau des États-Unis                                                                      | Duncan Jones               | 213 541 452 $    |
| 4      | The Monkey King 2                              | Drapeau de la République populaire de Chine                                                 | Soi Cheang                 | 185 402 420 $    |
| 5      | Captain America: Civil War                     | Drapeau des États-Unis                                                                      | Anthony et Joe Russo       | 180 794 517 $    |
| 6      | From Vegas to Macau 3                          | Drapeau de la République populaire de Chine                                                 | Andrew Lau et Wong Jing    | 172 104 369 $    |
| 7      | Operation Mekong                               | Drapeau de la République populaire de Chine                                                 | Dante Lam                  | 171 765 953 $    |
| 8      | La Grande Muraille                             | Drapeau des États-Unis · Drapeau de la République populaire de Chine                        | Zhang Yimou                | 170 962 106 $    |
| 9      | Kung Fu Panda 3                                | Drapeau des États-Unis                                                                      | Jennifer Yuh Nelson        | 154 304 371 $    |
| 10     | Le Livre de la jungle                          | Drapeau des États-Unis                                                                      | Jon Favreau                | 150 140 000 $    |
| 11     | Time Raiders                                   | Drapeau de la République populaire de Chine                                                 | Daniel Lee Yan-kong        | 145 692 957 $    |
| 12     | La Filature                                    | Drapeau de la République populaire de Chine · Drapeau de Hong Kong · Drapeau des États-Unis | Renny Harlin               | 129 014 985 $    |
| 13     | Star Wars, épisode VII : Le Réveil de la Force | Drapeau des États-Unis                                                                      | J. J. Abrams               | 124 159 138 $    |
| 14     | Ip Man 3                                       | Drapeau de Hong Kong                                                                        | Wilson Yip                 | 124 101 198 $    |
| 15     | X-Men: Apocalypse                              | Drapeau des États-Unis                                                                      | Bryan Singer               | 120 765 095 $    |
| 16     | I Belonged to You                              | Drapeau de la République populaire de Chine                                                 | Zhang Yibai                | 118 084 717 $    |
| 17     | Book of Love                                   | Drapeau de la République populaire de Chine · Drapeau de Hong Kong                          | Xue Xiaolu                 | 114 130 123 $    |
| 18     | Doctor Strange                                 | Drapeau des États-Unis                                                                      | Scott Derrickson           | 109 194 913 $    |
| 19     | Cold War 2                                     | Drapeau de la République populaire de Chine · Drapeau de Hong Kong                          | Longman Leung et Sunny Luk | 102 197 265 $    |
| 20     | Railroad Tigers                                | Drapeau de la République populaire de Chine                                                 | Ding Sheng                 | 101 519 156 $    |

## Classements complémentaires
- Liste des plus gros succès du box-office en Chine continentale